# Restaurante

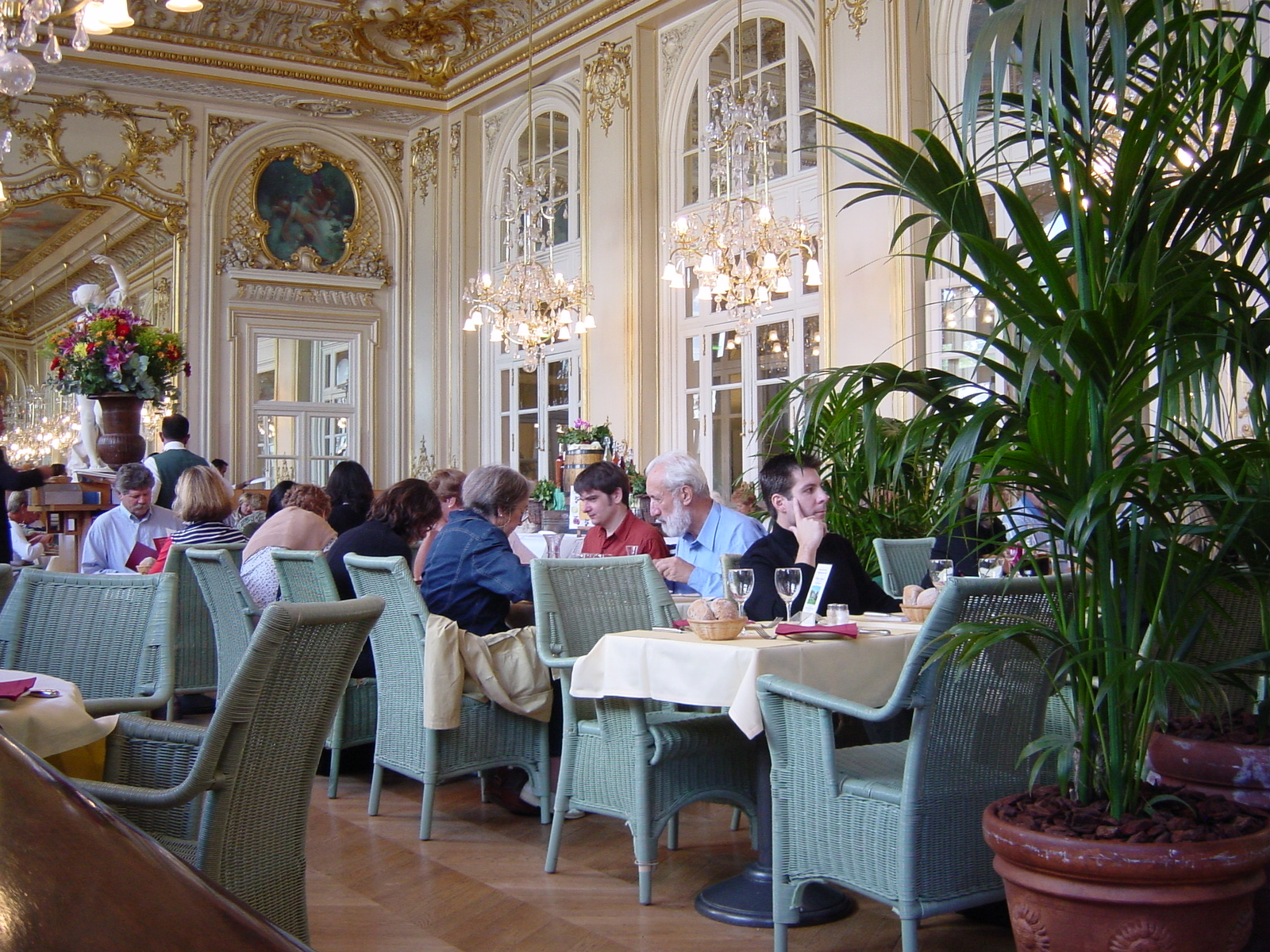
Restaurante del Museo de Orsay de París.

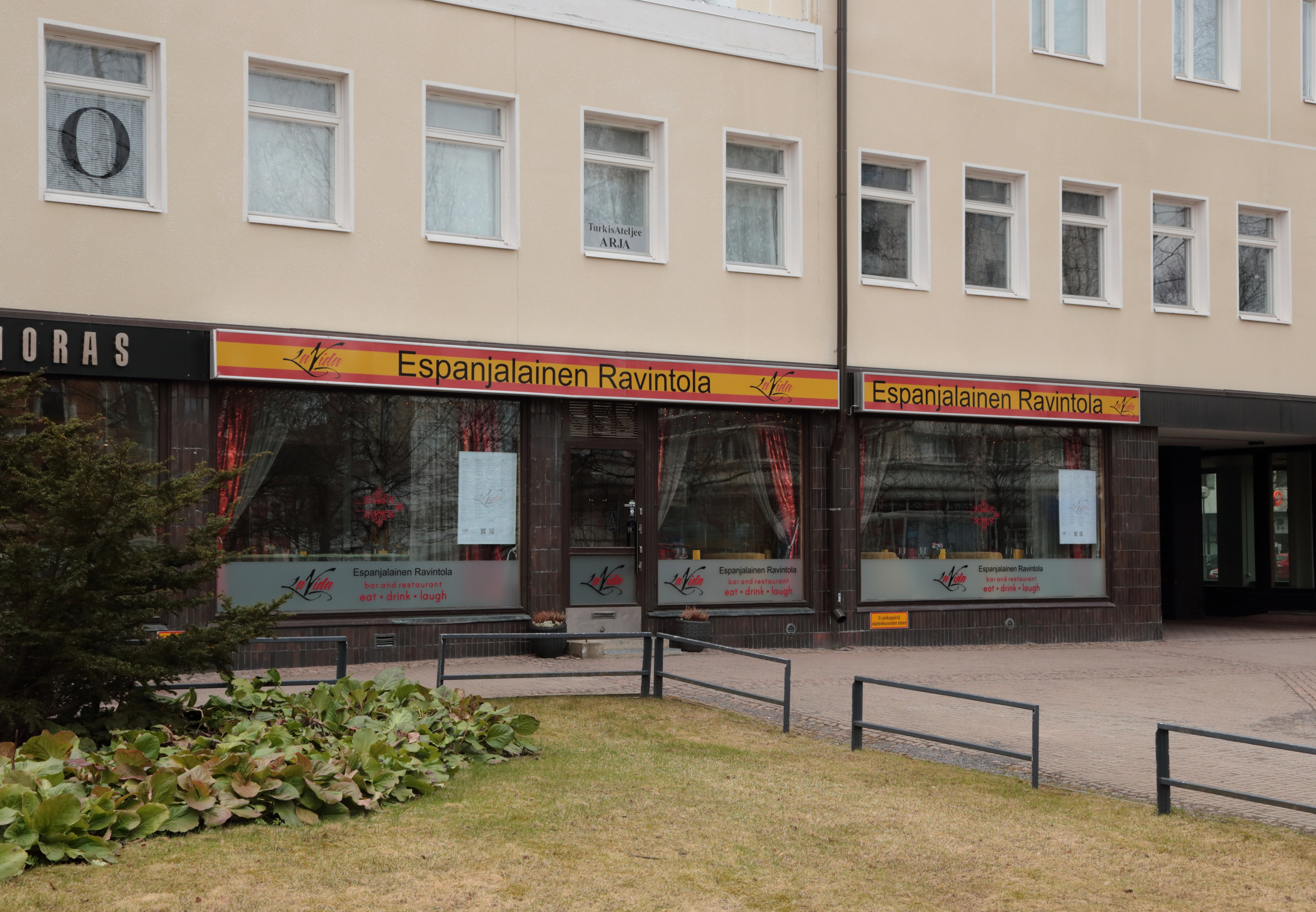
Restaurante de estilo español en Oulu, Finlandia.

Un restaurante o restorán (adaptación gráfica y fonética al español del francés restaurant, su uso es válido) es un establecimiento de servicio, en el mayor de los casos públicos, donde se paga por la comida y bebida para ser consumidas en el mismo local o para llevarla. Hoy en día existe una gran variedad de modalidades de servicio y tipos de cocina. La finalidad tanto de restaurantes como de los bares, es ofrecer productos y servicios a un público y existen un gran número de variables de este tipo de establecimientos, así como de los tipos de servicios que se presentan en los mismos (Durón, 2006; Dahmer, 1993) 

## Etimología

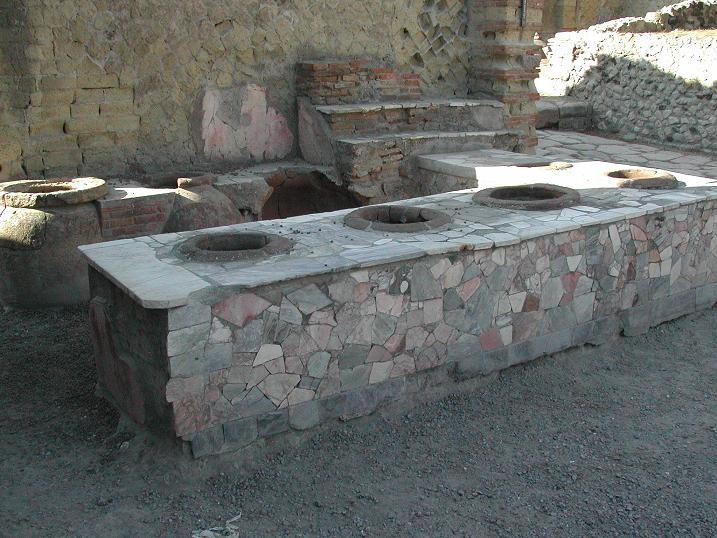
Termopolio en Pompeya, precursor de los restaurantes actuales.

El término restaurante proviene del francés restaurant, palabra que se utilizó por primera vez en el París de 1765, a pesar de que ya existían anteriormente establecimientos de ese tipo.
En castellano, restaurant significa «restaurativo», refiriéndose a la comida que se ofrecía en el siglo XVIII (un caldo de carne). Otra versión del origen de la palabra restaurante para denominar las casas de comidas, se encuentra también en Francia. Según esta segunda versión, un mesonero llamado Boulanger, al inaugurar la que se podría considerar la primera casa de comidas, puso un eslogan en la entrada, que rezaba en latín: Venite ad me vos qui stomacho laboratis et ego restaurabo vos, que al castellano se podría traducir como: «Venid a mí todos los de estómago cansado y yo os lo restauraré». De esa última palabra del eslogan derivaría el término restaurante.
La palabra se extendió por toda Europa. En algunos países se modifica a restoran, ristorante (en Italia) o restauracja (en Polonia).

## Historia

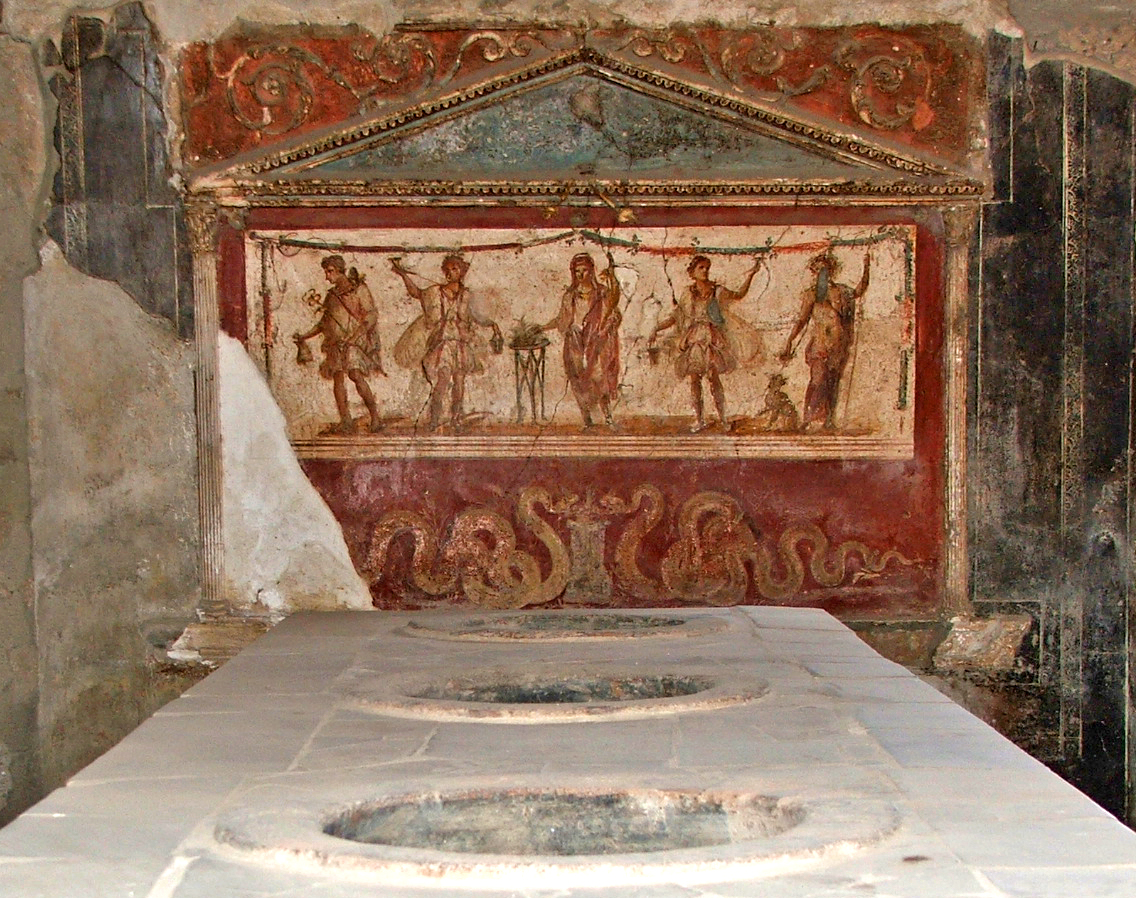
Restos de un termopolio en Pompeya.

Un establecimiento público para comer similar a un restaurante se menciona en un registro de 512 a. C. del Antiguo Egipto. Solo servía un plato, un plato de cereales, aves silvestres y cebollas.
Un precursor del restaurante moderno es el thermopolium, un establecimiento de la Antigua Grecia y la Antigua Roma que vendía y servía comida y bebidas listas para consumir. La función de estos establecimientos era similar a la de los modernos restaurantes de comida rápida. Eran frecuentados sobre todo por personas que carecían de cocina privada. En el Imperio Romano eran populares entre los residentes de insulae.
En Pompeya, se han identificado 158 thermopolia con mostradores de servicio por toda la ciudad. Se concentraban a lo largo del eje principal de la ciudad y en los espacios públicos donde eran frecuentados por los lugareños.
Los romanos también tenían la popina, una vinoteca que además de una variedad de vinos ofrecía una selección limitada de alimentos sencillos como aceitunas, pan, queso, guisos, embutidos y gachas. Las popinae eran conocidas como lugares de socialización de los plebeyos de las clases más bajas de la sociedad romana. Mientras que algunos estaban confinados a una sola sala de pie, otros disponían de mesas y taburetes y unos pocos incluso de sofás.
Otro precursor del restaurante fue la posada. En todo el mundo antiguo, las posadas se instalaban junto a los caminos para atender a las personas que viajaban de una ciudad a otra, ofreciéndoles alojamiento y comida. Las comidas solían servirse en una mesa común a los huéspedes. Sin embargo, no había menús ni opciones entre las que elegir.
El Arthashastra hace referencia a los establecimientos donde se vendía comida preparada en la antigua India. Un reglamento establece que "los que comercian con arroz cocido, licor y carne" deben vivir en el sur de la ciudad. Otra establece que los superintendentes de los almacenes pueden dar excedentes de salvado y harina a "los que preparan arroz cocido, y pasteles de arroz", mientras que una regulación que involucra a los superintendentes de la ciudad hace referencia a los "vendedores de carne cocida y arroz cocido".
Los primeros establecimientos de comida reconocibles como restaurantes en el sentido moderno surgieron en la dinastía Song de China durante los siglos XI y XII. China durante los siglos XI y XII. En las grandes ciudades, como Kaifeng y Hangzhou, los establecimientos abastecían a los mercaderes que viajaban de una ciudad a otra. Probablemente surgidos de las casas de té y tabernas que atendían a los viajeros, los restaurantes de Kaifeng florecieron hasta convertirse en una industria que abastecía tanto a los lugareños como a los habitantes de otras regiones de China. Como los comerciantes viajeros no estaban acostumbrados a la cocina local de otras ciudades, estos establecimientos se crearon para servir platos familiares a los comerciantes de otras partes de China. Estos establecimientos se ubicaban en los distritos de ocio de las grandes ciudades, junto a hoteles, bares y burdeles. Los establecimientos más grandes y opulentos ofrecían una experiencia gastronómica similar a la de la restauración moderna. Según un manuscrito chino de 1126, los clientes de uno de estos establecimientos eran recibidos con una selección de platos de demostración previamente emplatados que representaban opciones de comida. Un equipo de camareros tomaba nota de los pedidos de los clientes y luego los cantaba a la cocina y distribuía los platos en el orden exacto en que se habían pedido. 
Existe una correlación directa entre el crecimiento de los negocios de restauración y las instituciones de dramas teatrales, juegos de azar y prostitución que servían a la floreciente clase media mercantil durante la dinastía Song.  Los restaurantes ofrecían diferentes estilos de cocina, precios y requisitos religiosos. Incluso dentro de un mismo restaurante había opciones, y la gente pedía el plato principal en menús escritos. Un relato de 1275 escribe sobre Hangzhou, la capital durante la última mitad de la dinastía:

La gente de Hangzhou es muy difícil de complacer. Se hacen cientos de pedidos por todas partes: esta persona quiere algo caliente, otra algo frío, una tercera algo tibio, una cuarta algo frío. uno quiere comida cocinada, otro cruda, otro elige asado, otro parrilla.

Los restaurantes de Hangzhou también atendían a muchos chinos del norte que habían huido hacia el sur desde Kaifeng durante la Jurchen invasión de la década de 1120, mientras que también se sabe que muchos restaurantes estaban regentados por familias antiguamente procedentes de Kaifeng.
En Japón, la cultura de la restauración surgió en el siglo XVI a partir de las casas de té locales. El propietario de una casa de té Sen no Rikyū creó la tradición de la comida de varios platos kaiseki, y sus nietos ampliaron la tradición para incluir platos especiales y una cubertería acorde con la estética de la comida.
En Europa, las posadas que ofrecían comida y alojamiento y las tabernass donde se servía comida junto con bebidas alcohólicas fueron comunes en la Edad Media y el Renacimiento. En ellas se solía servir comida común del tipo que normalmente se ofrecía a los campesinos. En España, estos establecimientos se llamaban bodegas y servían tapas. En Inglaterra, solían servir alimentos como salchichas y pastel de pastor. Las cocinas también eran comunes en las ciudades europeas durante la Edad Media. Se trataba de establecimientos en los que se servían platos como tartas, pudines, salsas, pescado y carnes al horno. Los clientes podían comprar una comida ya preparada o traer su propia carne para que la cocinaran. Como sólo las grandes casas particulares disponían de medios para cocinar, los habitantes de las ciudades europeas dependían considerablemente de ellas.
[Francia, en particular, cuenta con una rica historia en la que se han desarrollado diversas formas de posadas y restaurantes, que han acabado formando muchos de los elementos hoy omnipresentes del restaurante moderno. Ya en el siglo XIII, las posadas francesas servían comida variada -pan, queso, tocino, asados, sopas y guisos- que se solía comer en una mesa común. Los parisinos podían comprar lo que era esencialmente comida para llevar a los rôtisseurs, que preparaban platos de carne asada, y a los pasteleros, que podían preparar pasteles de carne y a menudo platos más elaborados. Los estatutos municipales establecían que los precios oficiales por artículo debían fijarse en la entrada; ésta fue la primera mención oficial de los menús.
Las tabernas también servían comida, al igual que los cabarets. Un cabaret, sin embargo, a diferencia de una taberna, servía comida en mesas con manteles, proporcionaba bebidas con la comida, y cobraba por el plato elegido por los clientes, en lugar de por la olla. Los cabarets tenían fama de servir mejor comida que las tabernas y algunos, como el Petit Maure, llegaron a ser muy conocidos. Unos pocos cabarets tenían músicos o cantaban, pero la mayoría, hasta finales del siglo XIX, eran simplemente lugares de comida de convivencia. El primer café abrió en París en 1672, en la feria de Saint-Germain. En 1723 había casi cuatrocientos cafés en París, pero su menú se limitaba a platos más sencillos o dulces, como café, té, chocolate (la bebida; el chocolate en estado sólido no se inventó hasta el siglo XIX), helados, pasteles y licores.
A finales del siglo XVI, el gremio de los cocineros-cáterin (más tarde conocidos como traiteurs) adquirió personalidad jurídica propia. Los traiteurs dominaban el sofisticado servicio de comidas, entregando o preparando comidas para los ricos en sus residencias. Las tabernas y cabarets se limitaban a servir poco más que carnes asadas o a la parrilla. Hacia finales del siglo XVII, tanto las posadas como los traiteurs empezaron a ofrecer "mesas de anfitrión" (tables d'hôte), en las que se pagaba un precio fijo por sentarse en una mesa grande con otros comensales y comer un menú fijo.

## Tipos de establecimientos y fórmulas de restauración
- Restaurante bufé o Tenedor libre. Es posible escoger una gran variedad de platos cocinados y dispuestos para el autoservicio. A veces se paga una cantidad fija y otras veces por cantidad consumida (por peso o tipos de platos). Surgido en los años setenta, es una forma rápida y sencilla de servir a grandes grupos de personas.

- Restaurante de comida rápida. Restaurantes informales donde se consume alimentos simples y de rápida preparación, como hamburguesas, patatas fritas, pizzas y pollo, entre otros. Muchos de ellos suelen ser franquicias multinacionales como McDonald's, Burger King, KFC, etc.

- Restaurantes de alta cocina (gourmet). Los alimentos son de gran calidad y se sirven a la mesa. El pedido es "a la carta" o se elige de un "menú", por lo que los alimentos se cocinan al momento. El costo depende del servicio y de la calidad de los platos que se consumen. Existen mozos o camareros, dirigidos por un Maitre. El servicio, la decoración, la ambientación, la comida y las bebidas se escogen cuidadosamente.

- Restaurantes temáticos. Se clasifican por el tipo de comida ofrecida. Los más comunes dependen del origen de la cocina, y los más populares en todo el mundo son: la cocina italiana y la cocina china, pero también la cocina mexicana, la cocina japonesa, la cocina española, la cocina francesa, la cocina peruana, la cocina colombiana, la cocina tailandesa y los restaurantes espectáculo, entre otros.

- Restaurantes bares. Se sirve comida y bebida, y generalmente no se requiere consumir alimentos para poder pedir bebidas alcohólicas.

## Tipos de servicios

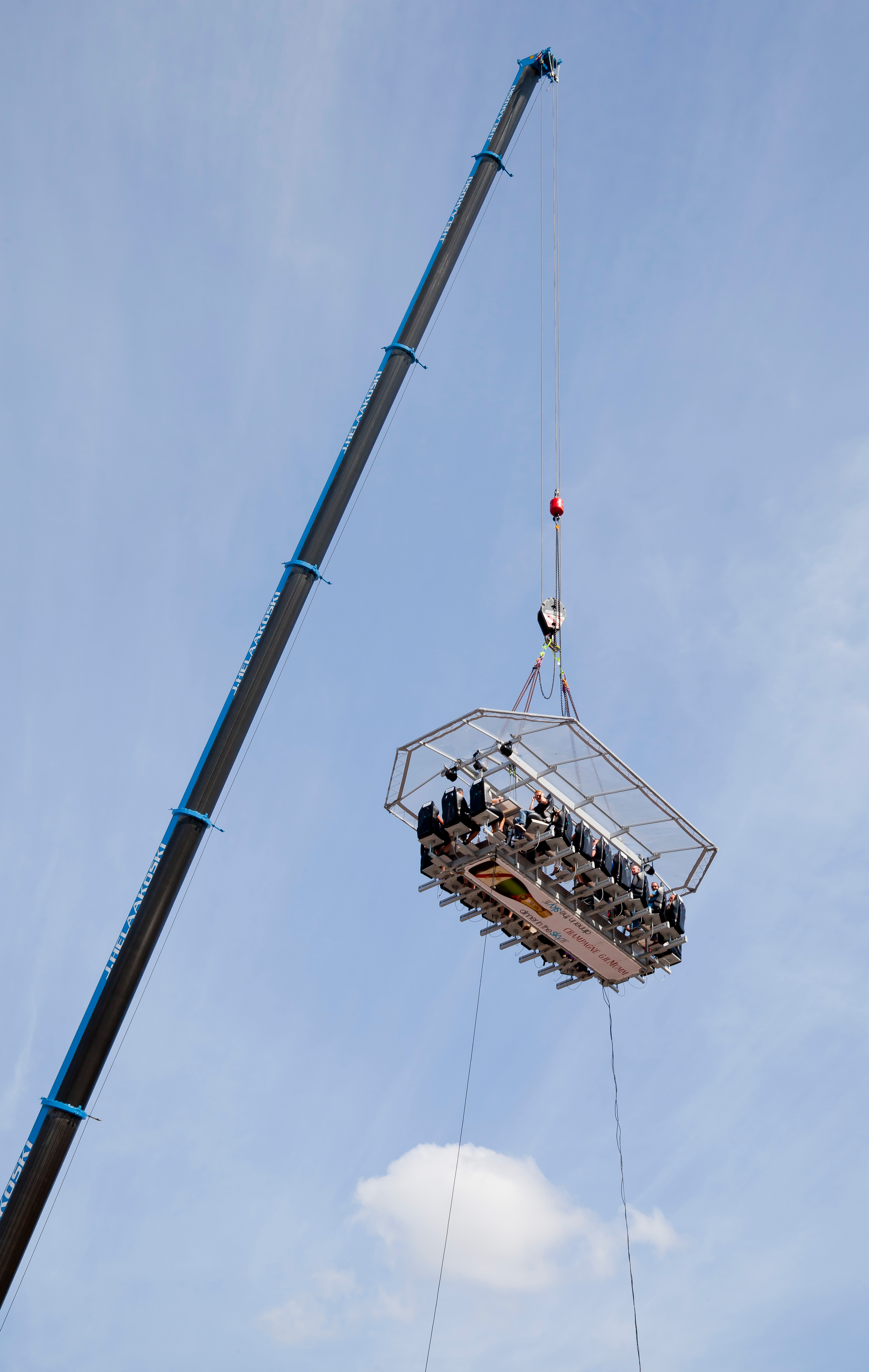
Un restaurante diferente, en el aire.

Existen distintos tipos de servicios de mesa, según la forma de preparar, presentar y servir las bebidas y alimentos. De todos ellos, el más empleado a nivel mundial es el servicio a la rusa.
- Servicio francés: se asocia generalmente a la gastronomía francesa, aunque hoy en día es poco empleado incluso en Francia, más allá de en restaurantes clásicos de alto nivel. La principal característica de este servicio es que todo su menú es elaborado en el restaurante en presencia del cliente. Los ingredientes se traen de la cocina y se le muestran al cliente para su inspección. Posteriormente, son devueltos a la cocina, donde se preparan de una pieza. Una vez cocinados, el maître los presenta a los comensales, que eligen de entre lo presentado la cantidad que desean comer, de manera que el maître prepara la ración delante de los clientes y la sirve en su plato, sirviendo siempre por la izquierda. Este tipo de servicio precisa gran habilidad del personal para ser eficaz, y aun así requiere gran cantidad de personal; los camareros deben estar familiarizados con los ingredientes del menú y los métodos de preparación. El servicio francés es por todo ello muy caro y solo se emplea en los restaurantes de más alto nivel.

- Servicio a la rusa: pese a su nombre, parece ser que se originó en Francia a principios del siglo XIX, probablemente como servicio de mesa del embajador ruso Alexander Kurakin. Al sentarse a la mesa, los comensales encuentran con un plato vacío –el plato de servicio– sobre el que se coloca una servilleta, así como toda la cubertería necesaria, a excepción de cubiertos de postre y, en algunas ocasiones, cubiertos específicos como lo son los cuchillos de carne o pescado. Se espera del comensal que nada más sentarse coloque la servilleta sobre su regazo. Tras elegir aquello que se va a comer, se retira el plato de servicio y se van trayendo los platos encargados siguiendo un orden específico, usualmente sopa y entremeses, primeros y segundos platos, postres. Los platos son servidos totalmente preparados y presentados, sin requerir ninguna acción por parte del servicio. Usualmente, según se vaya acabando de comer un plato, este es retirado y sustituido por el siguiente sin esperar al resto de comensales, aunque esto se vea afectado por los tiempos del comedor y cocina; además, tradicionalmente se hace esperar para los entremeses y el plato principal. El maître actúa aquí de jefe de sala, pero no toma parte activa en servir platos, dado que estos vienen ya preparados y presentados de cocina. Los camareros solo tienen que servir un plato ya preparado, por lo que se requiere de todo el personal una menor formación. El chef y el personal de cocina se encargan del emplatado y la presentación, y en general tienen mayor protagonismo que en el servicio a la francesa. Por ello, este servicio, mucho más dinámico, es el más empleado hoy en día.

- Servicio a la inglesa: en este servicio, el cliente se encuentra una mesa con un plato de servicio vacío y toda la cubertería necesaria, pero a diferencia del servicio a la rusa en este caso el camarero sirve los alimentos al cliente desde una fuente o bandeja. Los alimentos se sirven por la izquierda. La presentación de plato se pierde, y como el servicio es muy incómodo tanto para camarero como para comensal, el servicio a la inglesa solo es empleado en algunos banquetes.

- Servicio americano: así llamado al servicio sencillo asociado a los restaurantes estadounidenses, una simplificación del servicio a la rusa. La característica que distingue este servicio estadounidense es su rapidez, la comida se prepara en la cocina y un camarero la lleva a la mesa de los comensales. Los entremeses se reducen al máximo y las reglas del servicio son muy sencillas. Servir los alimentos por la derecha, las bebidas por la derecha y retirar los platos por la izquierda. No se requiere de mucho personal porque el servicio no es complicado; este servicio es común en las cafeterías, en los almacenes comerciales y en la mayor parte de los restaurantes.

- Servicio tradicional: tiene asistencia total a la mesa y se realiza en la mayoría de los establecimientos (restaurantes, bares, cafeterías, hoteles).